# 東穿
東穿（とうせん、生没年不詳）とは、江戸時代の浮世絵師。

## 来歴
師系・経歴不明。東穿と号す。作画期は明和の頃とされる。鈴木春信風の細判錦絵、柱絵の美人画を残す。

## 作品
- 「あづま風俗　菊見」　細判錦絵
- 「萩美人」　柱絵
- 「風鈴」　柱絵